# دار الفن المعاصر
دار الفن المعاصر البريش هو متحف أسس سنة 2012 بمبادرة من «الجمعية المغربية للفن والثقافة»، يقع بجماعة أقواس بريش، بعمالة طنجة أصيلة شمال المغرب. علاوة عن كونها متحفا ومركزا فنيا وثقافيا، فإن دار الفن المعاصر توفر إقامات للفنانين والمبدعين، الذين يستطيعون المبيت فيها للمكوث في بيئة تشجعهم على خلق انتاجات جديدة، ولفتح آفاق للتبادل بين الفنانين المغاربة والعرب والأجانب.
احتضنت دار الفن المعاصر منذ إنشائها عدة معارض للرسم والنحت ومختلف التعبيرات الفنية وكذا تظاهرات ثقافية وأدبية على المستوى الإقليمي والوطني والدولي.

## معرض الصور

صور من دار الفن المعاصر
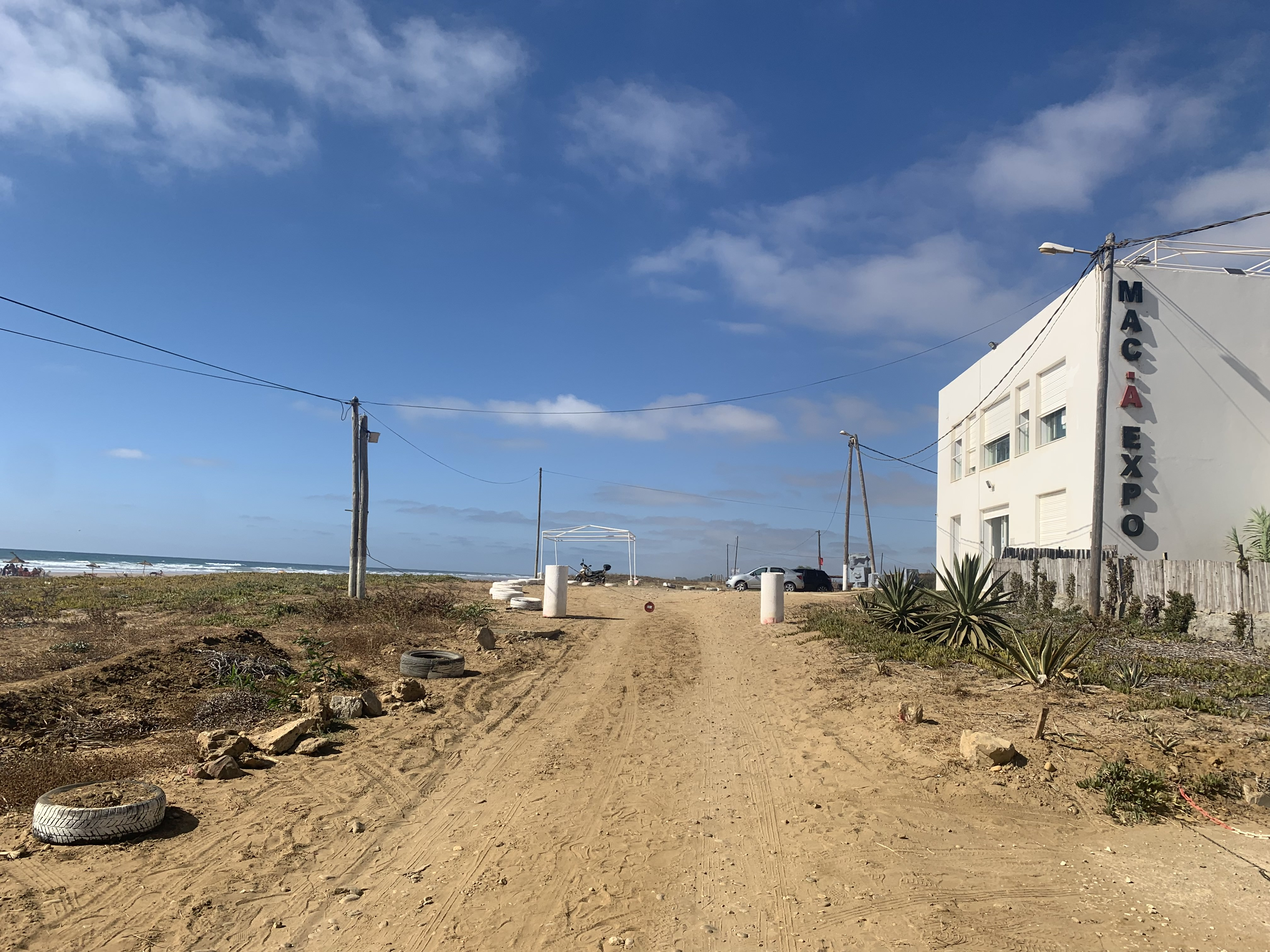
الطريق المؤدية لدار الفن المعاصر
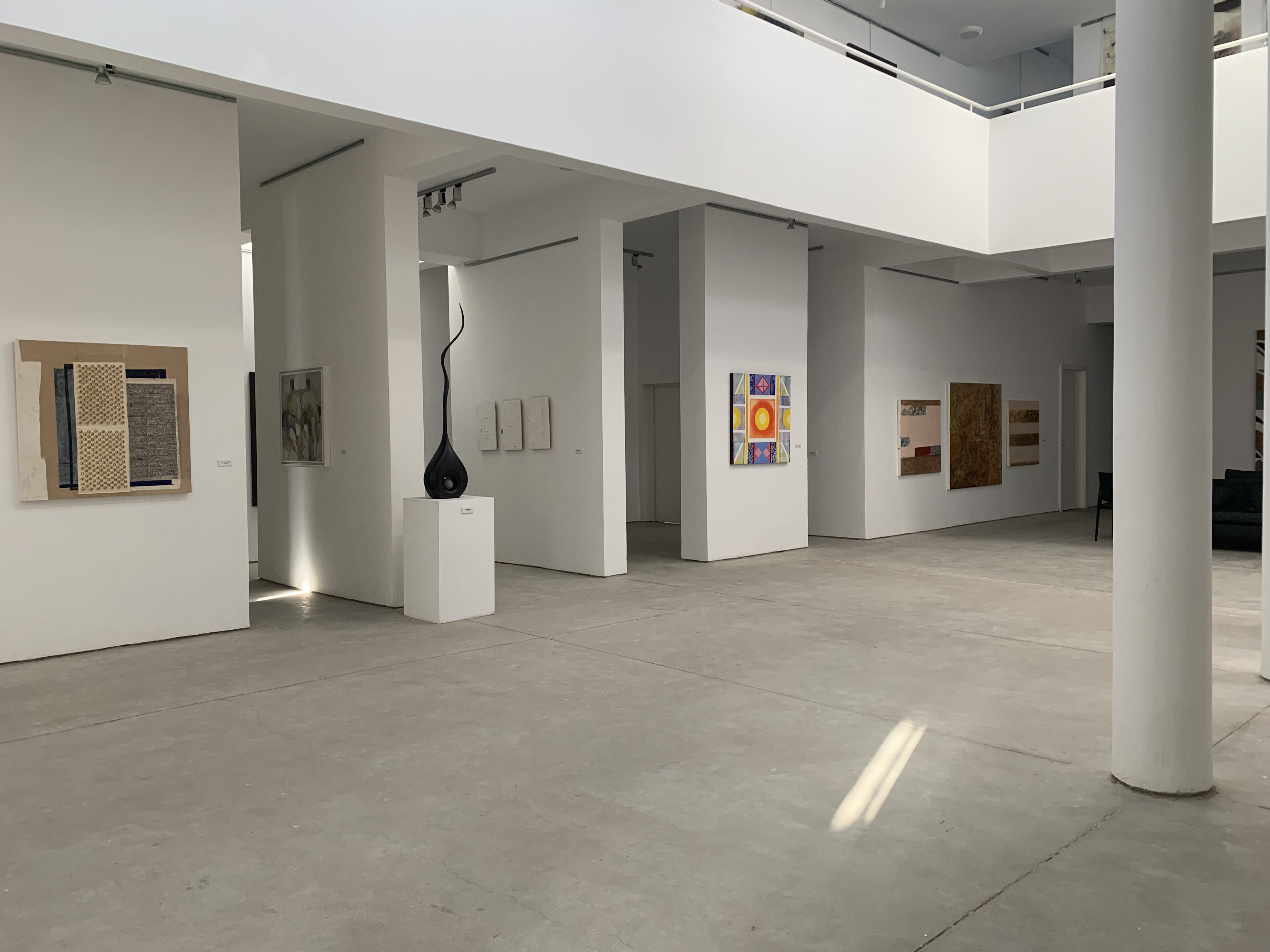
لوحات معروضة داخل معرض الفن المعاصر (يوليو 2022)
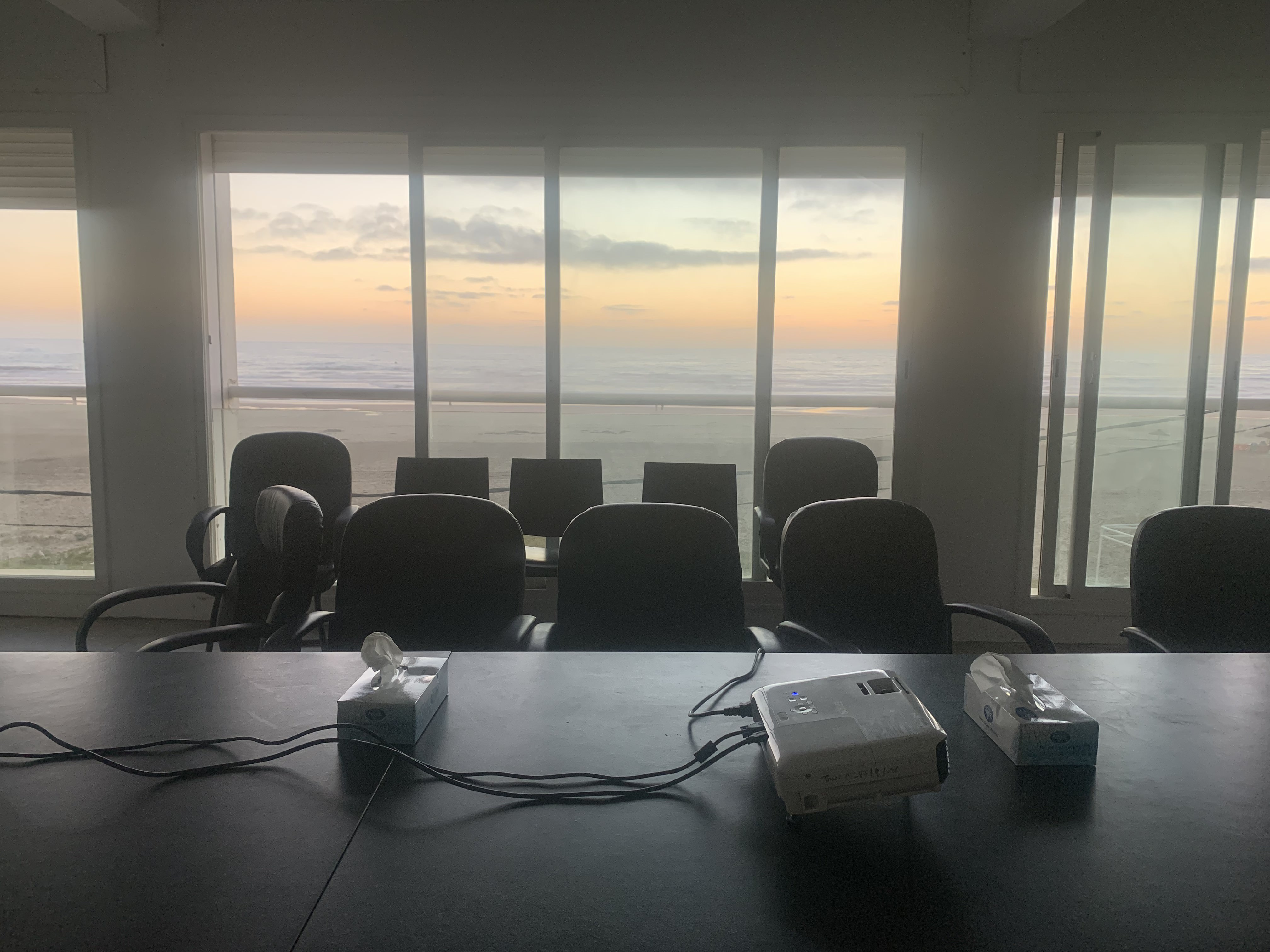
قاعة اجتماعات داخل معرض الفن المعاصر